# Symcha Rotem

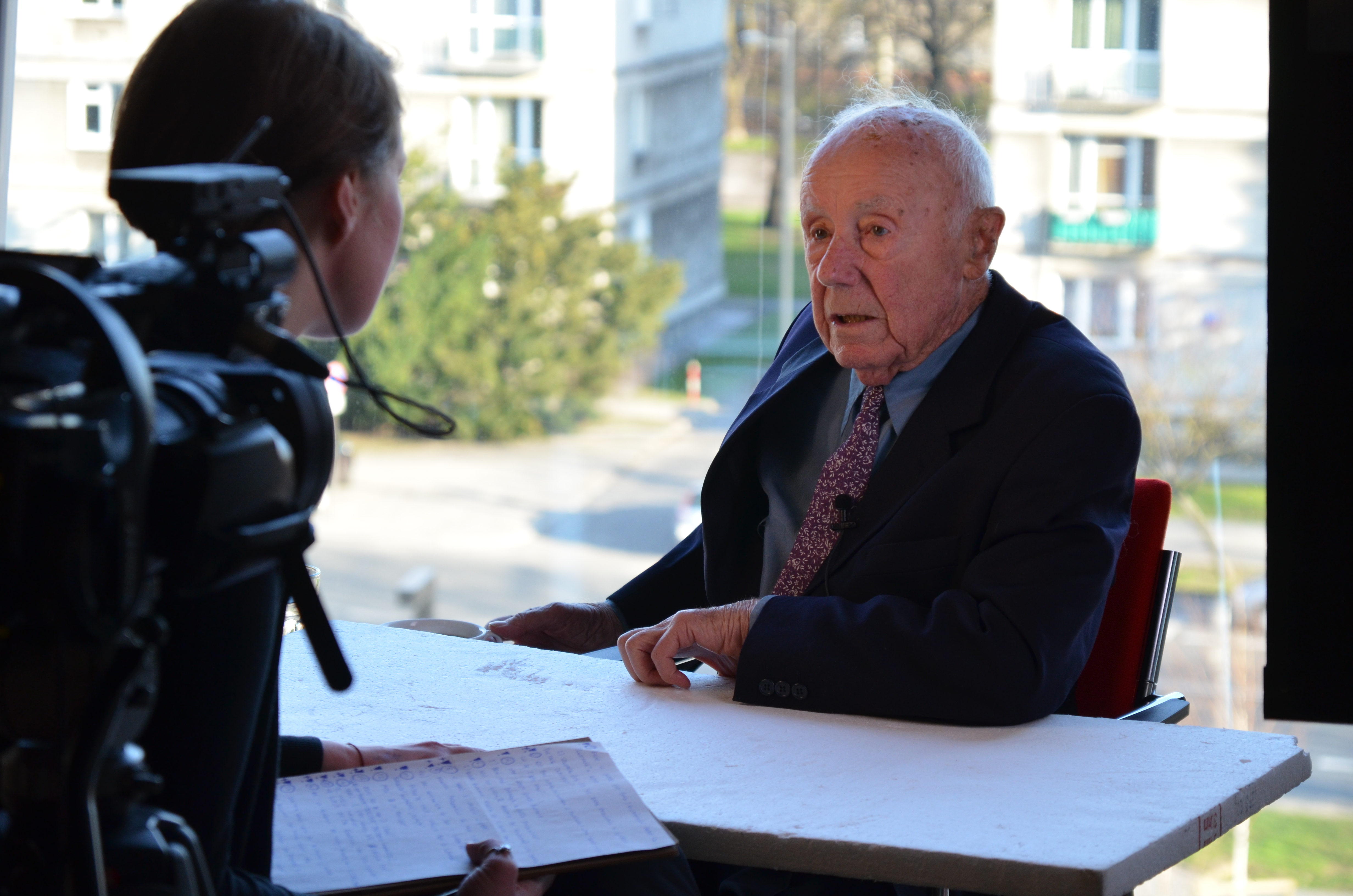
Symcha Rotem w Muzeum Historii Żydów Polskich Polin 92013)

Symcha Rotem, ps. „Kazik” (hebr. שמחה רותם; ur. 10 lutego 1925 w Warszawie jako Szymon Ratajzer, zm. 22 grudnia 2018 w Jerozolimie) – polsko-żydowski działacz ruchu oporu w czasie II wojny światowej, uczestnik powstania w getcie warszawskim, łącznik Żydowskiej Organizacji Bojowej (ŻOB) po aryjskiej stronie Warszawy.
Od 2008 Honorowy Obywatel miasta stołecznego Warszawy.

## Życiorys
Urodził się na warszawskim Czerniakowie jako Szymon Ratajzer i był najmłodszy z czwórki rodzeństwa. Matka pochodziła ze spolonizowanej żydowskiej rodziny Mińskich i prowadziła mydlarnię, zaś wywodzący się z tradycyjnej rodziny chasydów ojciec przejął po swoim ojcu funkcję kantora w synagodze.
W czasie bombardowania Warszawy w 1939 zginął jego młodszy brat, a on sam został ranny. Rodzinę Ratajzerów przesiedlono do getta pod koniec 1942 roku, już po wielkiej akcji deportacyjnej. Sam Szymon Ratajzer, który już wcześniej związał się z żydowskim ruchem oporu po stronie aryjskiej, przedostał się do getta w listopadzie 1942, by przemycić dokumenty. Pozostał na miejscu i wstąpił do Żydowskiej Organizacji Bojowej. Brał udział w akcjach ekspropriacyjnych, a także w zamachach na żydowskich kolaborantów. Ze względu na „aryjski” wygląd i władanie świetną polszczyzną z warszawskim akcentem, otrzymał pseudonim „Kazik”, przedstawiano go także jako członka polskiego podziemia. W tej roli kierował akcją uwolnienia więzionych przez żydowską policję działaczy podziemia w getcie. 
Podczas powstania w getcie był członkiem grupy bojowej dowodzonej przez Hanocha Gutmana, która walczyła na terenie szopu szczotkarzy, a następnie w getcie centralnym. 1 maja 1943, na zlecenie Komendy Głównej ŻOB, wraz z Zygmuntem Frydrychem przedostał się tunelem, przekopanym przez Żydowski Związek Wojskowy pod ulicą Bonifraterską, na stronę aryjską, gdzie nawiązał kontakt z tamtejszym przedstawicielem ŻOB, Icchakiem Cukiermanem, w celu zorganizowania wyjścia bojowców z getta. Ponieważ Cukierman nie był w stanie zorganizować akcji przerzutu, „Kazik” przeprowadził akcję dzięki własnym kontaktom z komunistycznym podziemiem i warszawskim półświatkiem.
W nocy z 8 na 9 maja powrócił kanałami do getta. 9 maja wraz z polskimi pracownikami wodociągów miejskich zorganizował przeprowadzenie kanałami na aryjską stronę grupy ok. 30 bojowców, napotkanej w kanałach. 10 maja bojowcy zostali ewakuowani z kanałów włazem przy ulicy Prostej i przewiezieni podstawioną ciężarówką do lasu w Łomiankach pod Warszawą.
Uczestniczył w powstaniu warszawskim walcząc w oddziale Armii Ludowej na Starym Mieście. Brał udział w wyprowadzaniu oddziałów powstańczych kanałami na Żoliborz. W styczniu 1945 na zlecenie Armii Ludowej został wysłany do Lublina wraz z Ireną Golblum. Ich celem było nawiązanie kontaktu z Tymczasowym Rządem Polskim. Nie widząc możliwości współpracy z nowymi, komunistycznymi władzami, Ratajzer opuścił Polskę. W Budapeszcie spotkał się z Abą Kownerem i przystąpił do spisku mającego na celu zemstę na Niemcach. W planach spiskowców było zatrucie wodociągów, lub zatrucie chleba w obozach, w których alianci osadzali zidentyfikowanych esesmanów. Spisek jednak został odkryty, a Kowner aresztowany. Akcja zatrucia chleba w Dachau, którą kierować miał „Kazik”, została odwołana.
W 1946 dotarł do Palestyny i zamieszkał w Jerozolimie. Wstąpił do żydowskiej organizacji samoobrony Hagana, a po powstaniu państwa Izrael w stopniu porucznika uczestniczył w I wojnie izraelsko-arabskiej. Walczył także w kolejnych konfliktach zbrojnych Izraela. Działał w związkach zawodowych, a także zorganizował sieć spółdzielczych sklepów spożywczych, w których wprowadził pierwsze w Izraelu kody kreskowe.
Po wojnie stał się jednym z organizatorów emigracji do Palestyny, gdzie sam dotarł w listopadzie 1946, osiedlając się w Jerozolimie.
Jako jeden z ostatnich żyjących uczestników powstania brał udział w obchodach 65. rocznicy wybuchu powstania w getcie warszawskim w kwietniu 2008. 13 maja 2010, razem z Pniną Grynszpan-Frymer, wziął udział w odsłonięciu pomnika Ewakuacji Bojowników Getta Warszawskiego na ul. Prostej 51. W 2013 wraz z Chawką Folman-Raban uczestniczył w obchodach 70. rocznicy powstania w getcie warszawskim. W kwietniu 2018 roku opublikował list otwarty, w którym odniósł się do przemówienia prezydenta RP Andrzeja Dudy wygłoszonego w 75. rocznicę powstania w getcie warszawskim, wyrażając swoją frustrację „uporczywą nieznajomością najistotniejszej różnicy między cierpieniem narodu polskiego w wyniku nazistowskiej okupacji, cierpieniem, którego nie lekceważę, a między systematycznym unicestwianiem moich braci i sióstr, polskich Żydów, przez niemiecką, nazistowską machinę zagłady, a także ignorowaniem faktu, że mieli w tym udział liczni przedstawiciele narodu polskiego”. Zaznaczył również, że jego ocena nie dotyczy „narodu polskiego jako całości”.
Jest autorem wspomnień opublikowanych w połowie lat osiemdziesiątych, których polskie wydanie zatytułowane Wspomnienia powstańca z warszawskiego getta ukazało się w 2012.
Został pochowany na cmentarzu w kibucu Harel. W jego pogrzebie uczestniczyli m.in. Naftali Bennett, Etan Broszi, Ajjelet Nahmias-Werbin, Awner Szalew, Jicchak Arad, Icchak Brawerman oraz przedstawiciele ambasady RP w Izraelu.
W amerykańskim filmie Uprising z 2001, w reżyserii Jona Avneta, w postać Kazika Ratajzera-Rotema wcielił się Stephen Moyer.

## Upamiętnienie
- został upamiętniony napisami na tablicach przy pomniku Ewakuacji Bojowników Getta Warszawskiego przy ulicy Prostej 51 w Warszawie.
- jest głównym bohaterem filmu dokumentalnego Rotem Agnieszki Arnold z 2013 r.

## Odznaczenia
- Krzyż Wielki Orderu Odrodzenia Polski – 2013[22][23]
- Krzyż Oficerski Orderu Zasługi RP – 2003[24]
- Złoty Medal Wojska Polskiego – 2013[25]